# Mapinguari

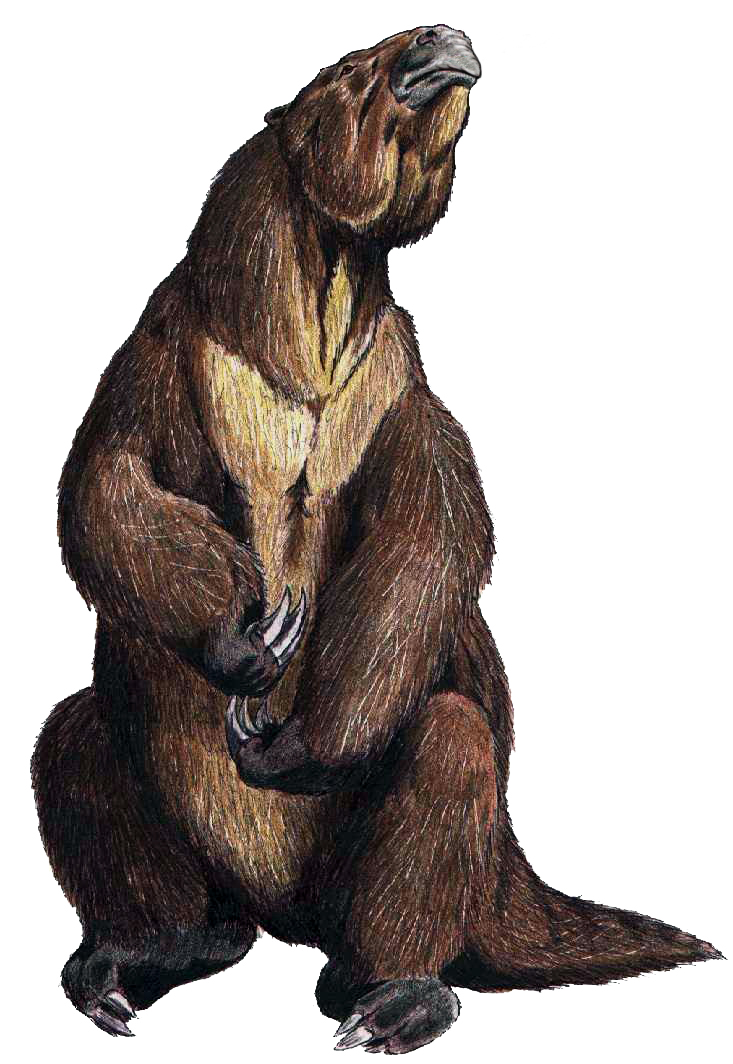
Experten halten es für möglich, dass der Mapinguari eine noch heute lebende Art der Riesenfaultiere sein könnte.

Der Mapinguari ist einem Mythos der Cario zufolge ein Ungeheuer, das in einer Höhle auf ihrem Stammesgebiet im brasilianischen Regenwald lebt, etwa 2300 km entfernt von der Mündung des Amazonas. Die Kreatur soll nur nachts aktiv sein und sowohl von pflanzlicher als auch von tierischer Nahrung leben. Auch Menschen sollen ihr schon zum Opfer gefallen sein.
Diese Legende hat in jüngerer Zeit die Aufmerksamkeit der Kryptozoologie auf sich gezogen. David Oren, ein US-amerikanischer Biologe und Anthropologe, sowie sein brasilianischer Kollege Ilton DaSilva kamen anhand von Beschreibungen der Cario-Indianer und durch Untersuchungen von gefundenen Fußabdrücken zu dem Schluss, dass es sich beim Mapinguari um ein bisher für ausgestorben gehaltenes Riesenfaultier handeln könnte.
Riesenfaultiere waren ein Teil der amerikanischen Megafauna, zu deren letzten Überbleibseln der Jaguar und der Tapir gehören, und gelten als seit Ende der letzten Eiszeit vor 10.000 Jahren ausgestorben (quartäre Aussterbewelle). Fossilienfunde in den Kalksteinbrüchen von Gainsville (USA) in einer 2 Millionen Jahre alten Gesteinsschicht belegen, dass die Großtiere zur Zeit ihrer größten Verbreitung vom Amazonasgebiet bis hinauf nach Florida beheimatet waren.
Oren und DaSilva bringen folgende Indizien zur Untermauerung ihrer Hypothese vor, im Amazonas existiere noch heute ein Megatherium als lebendes Fossil:
- Übereinstimmungen zwischen versteinerten Fußabdrücken von Riesenfaultieren und angeblichen Mapinguari-Abdrücken vom Amazonas
- Bei mehreren Expeditionen in das Stammesgebiet der Cario vernahmen die Forscher nachts laute und fremdartige Tierschreie, die von ihren indianischen Führern dem Mapinguari zugeordnet wurden.
- Die Cario erzählen, dass Jäger des Stammes mehrfach versucht hätten, das Tier zu erlegen, dieses den Kugeln ihrer Jagdgewehre aber standgehalten und sogar mehrere erfahrene Jäger getötet habe. Dies scheint den Forschern für ein Megatherium plausibel: Ein 11.000 Jahre altes Riesenfaultierfell aus der Sammlung des Britischen Museums in London zeigt, dass in die Haut dieser Tiere kieselsteingroße Knochenstücke eingebettet waren und so dicht aneinander lagen, dass sie eine Gewehrkugel möglicherweise weit genug abbremsen könnten, um wichtige Organe zu schützen.

Mittlerweile sind mehrere Expeditionen geplant, um die anhaltende Existenz des Riesenfaultiers nachzuweisen. Diese Aufgabe wird erschwert durch die Größe des Suchgebietes (etwa 6,5 Millionen Quadratkilometer), das nur zu 40 Prozent erforscht ist, und auch durch den Umstand, dass das gesuchte Tier nachtaktiv wäre. Von der Fachwelt werden die vermeintlichen Beweise von Oren und DaSilva kritisch betrachtet.